# 리 군 위의 입자
물리학에서 리 군 위의 입자(영어: particle on a Lie group)는 리 군의 구조를 가진 공간 속에서 움직이는 입자를 나타내는 물리학 모형이다.:§2 고전적으로 그 해(리 군의 측지선)는 간단하게 표현될 수 있으며, 대칭으로 인하여 쉽게 양자화될 수 있다.

## 정의
콤팩트 연결 리 군 {\displaystyle G}가 주어졌다고 하자. {\displaystyle G}의 리 대수 {\displaystyle {\mathfrak {lie}}(G)} 위의 양의 정부호 2차 대칭 불변 다항식
{\displaystyle g(t,t')=g_{ab}t^{a}{t'}^{b}\qquad (t,t'\in {\mathfrak {lie}}(G))}
은 {\displaystyle G} 위의 리만 계량을 정의하며, 이는 {\displaystyle G}의 왼쪽 · 오른쪽 작용에 대하여 불변이다. 즉, 군의 준동형
{\displaystyle G\times G\to \operatorname {Isom} (G,g)}
이 존재한다 ({\displaystyle \operatorname {Isom} (-)}은 전단사 등거리 변환의 군).
이 경우, 라그랑지언
{\displaystyle L(g,{\dot {g}})=-{\frac {1}{2}}\operatorname {tr} \left(g^{-1}{\dot {g}}\right)^{2}}
을 정의할 수 있다. (편의상, 입자의 질량을 리만 계량 속에 흡수하였다.) 그 변분은
{\displaystyle \delta \operatorname {tr} \left(g^{-1}{\dot {g}}\right)^{2}=-2\operatorname {tr} \left(g^{-1}\delta g{\frac {\mathrm {d} }{\mathrm {d} t}}(g^{-1}{\dot {g}})\right)}
이다.
오일러-라그랑주 방정식(측지선 방정식)은
{\displaystyle {\frac {\mathrm {d} }{\mathrm {d} t}}\left(g^{-1}{\dot {g}}\right)=0}
이다. 그 해는 항상 다음과 같은 꼴로 놓을 수 있다.
{\displaystyle g(t)=g_{\mathrm {L} }\exp(t\lambda )g_{\mathrm {R} }^{-1}}
여기서
- {\displaystyle g_{\mathrm {L} },g_{\mathrm {R} }\in G}는 상수이다. 특히, {\displaystyle g(0)=g_{\mathrm {L} }g_{\mathrm {R} }^{-1}}는 초기 조건이다.
- {\displaystyle {\mathfrak {h}}\subseteq {\mathfrak {lie}}(G)}는 {\displaystyle G}의 리 대수의 카르탕 부분 대수이다.
- {\displaystyle \lambda \in {\mathfrak {h}}}는 카르탕 부분 대수의 임의의 원소이다.

이에 따라, {\displaystyle (g_{\mathrm {L} },g_{\mathrm {R} },\lambda )}를 위상 공간의 좌표계로 여길 수 있다. 그러나 위상 공간은 {\displaystyle 2\dim G}차원이므로 (측지선은 초기 위치와 초기 속력으로 완전히 결정되므로), {\displaystyle 2\dim G+\operatorname {rank} G}개의 성분을 갖는 {\displaystyle (g_{\mathrm {L} },g_{\mathrm {R} },\lambda )} 좌표계는 {\displaystyle \operatorname {rank} G}차원의 게이지 변환을 갖는다. 구체적으로, 이 게이지 군은 {\displaystyle G}의 극대 원환면 {\displaystyle \exp({\mathfrak {h}})\leq G}이며, 이에 따라 좌표는 다음과 같이 변환한다.
{\displaystyle g_{\mathrm {L} }\mapsto g_{\mathrm {L} }h}
{\displaystyle g_{\mathrm {R} }\mapsto \exp(t\alpha )h}
{\displaystyle \lambda \mapsto \lambda }
{\displaystyle h\in \exp({\mathfrak {h}})\leq G}
게이지 변환을 도입하면, 계의 {\displaystyle G\times G} 대칭이
{\displaystyle (h_{\mathrm {L} },h_{\mathrm {R} })\cdot (g_{\mathrm {L} },g_{\mathrm {R} },\lambda )=(h_{\mathrm {L} }g_{\mathrm {L} },g_{\mathrm {R} }h_{\mathrm {R} }^{-1},\lambda )}
와 같이 분해된다.

### 해밀턴 역학
위상 공간은 리 군의 공변접다발 {\displaystyle \mathrm {T} ^{*}G}이며, 그 위에는 표준적인 심플렉틱 형식이 존재한다. 이 위의 심플렉틱 형식은 {\displaystyle (g_{\mathrm {L} },g_{\mathrm {R} },\lambda )} 좌표계에서 다음과 같은 꼴로 두 성분으로 분해된다.
{\displaystyle \omega (\lambda ,g_{\mathrm {L} },g_{\mathrm {R} })=\omega _{\mathrm {L} }(\lambda ,g_{\mathrm {L} })+\omega _{\mathrm {R} }(\lambda ,g_{\mathrm {R} })}

### 양자화
콤팩트 연결 리 군 {\displaystyle G} 위의 입자의 힐베르트 공간은 {\displaystyle G} 위의 복소수 2차 르베그 공간
{\displaystyle \operatorname {L} ^{2}(G;\mathbb {C} )}
이다. 이 경우 사용한 측도는 하르 측도이다. (콤팩트 리 군의 경우 왼쪽 하르 측도와 오른쪽 하르 측도가 일치한다.) 이 위에는 {\displaystyle G\times G}의 왼쪽 군 작용이 다음과 같이 존재한다.
{\displaystyle G\times G\times \operatorname {L} ^{2}(G;\mathbb {C} )\to \operatorname {L} ^{2}(G;\mathbb {C} )}
{\displaystyle ((g_{\mathrm {L} },g_{\mathrm {R} })\cdot \phi )(x)=\phi (g_{\mathrm {L} }^{-1}xg_{\mathrm {R} })}
이에 따라서, {\displaystyle \operatorname {L} ^{2}(G;\mathbb {C} )}는 {\displaystyle G\times G}의 표현들로 분해된다. 구체적으로, 이는 다음과 같다.
{\displaystyle \operatorname {L} ^{2}(G;\mathbb {C} )={\widehat {\bigoplus }}_{R\in \operatorname {IrRep} (G)}V_{R}\otimes V_{\bar {R}}}
{\displaystyle (g_{\mathrm {L} },g_{\mathrm {R} })\cdot (v\otimes {\bar {v}})=(g_{\mathrm {L} }\cdot v)\otimes (g_{\mathrm {R} }\cdot v)\qquad (v\in V_{R},\;{\bar {v}}\in V_{\bar {R}})}
여기서
- {\displaystyle \operatorname {IrRep} (R)}는 {\displaystyle G}의 모든 복소수 기약 표현들의 동형류들의 가산 집합이다.
- {\displaystyle \textstyle {\widehat {\bigoplus }}}는 가산 무한 개의 유한 차원 내적 공간들의 직합으로 구성되는 분해 가능 힐베르트 공간이다.
- {\displaystyle V_{R}}는 기약 표현 {\displaystyle R\colon G\to \operatorname {U} (V_{R})}의 표현 공간인 유한 차원 복소수 벡터 공간이다.
- {\displaystyle {\bar {R}}}는 기약 표현 {\displaystyle R}의 켤레 표현이다.

### 해밀토니언
{\displaystyle G\times G}의 무한소 작용을 나타내는 연산자
{\displaystyle \langle g|J_{\mathrm {L} }(t^{a})|\phi \rangle =\left.{\frac {\mathrm {d} }{\mathrm {d} \epsilon }}\right|_{\epsilon =0}\phi (\exp(-\epsilon t^{a})g)\rangle }
{\displaystyle \langle g|J_{\mathrm {R} }(t^{a})|\phi \rangle =\left.{\frac {\mathrm {d} }{\mathrm {d} \epsilon }}\right|_{\epsilon =0}\phi (g\exp(\epsilon t^{a}))\rangle }
를 생각하자. 그렇다면,
{\displaystyle {\frac {1}{2}}H=\Delta _{g}=g_{ab}J(t^{a})(J^{b})=g_{ab}{\tilde {J}}^{a}{\tilde {J}}^{b}}
는 {\displaystyle G} 위의 (양의 고윳값) 라플라스-벨트라미 연산자이다.
이 해밀토니언은 기약 표현에 대한 분해에 대하여 대각형이다. 구체적으로, {\displaystyle V_{R}\otimes V_{\bar {R}}} 위에서, 해밀토니언의 고윳값 {\displaystyle E_{R}}은
{\displaystyle g_{ab}R(t^{a})R(t^{b})=2E_{R}1_{V_{R}}g_{ab}t^{a}t^{b}}
로 주어진다.

### 양자 모형과 고전 모형 사이의 관계
양자 모형과 고전 모형 사이의 관계는 파인먼-카츠 공식으로 주어진다. 즉, 해밀토니언 {\displaystyle H}의 핵(즉, {\displaystyle G} 위의 열핵)은 다음과 같이 주어진다.
{\displaystyle {\frac {1}{\operatorname {vol} G}}\sum _{R\in \operatorname {IrRep} (G)}(\dim V_{R})\exp(-\beta E_{R})\operatorname {tr} _{V_{R}}(g_{0}g_{1}^{-1})=K(g_{0},g_{1};\beta )=\int _{g\in \operatorname {W} (g_{0},g_{1})}\exp(-S[g])\;\mathrm {D} g}
여기서
- {\displaystyle \operatorname {W} (g_{0},g_{1})}은 {\displaystyle g(0)=g_{0}}, {\displaystyle g_{\beta }=g_{\beta }}인 연속 함수 {\displaystyle g\colon [0,\beta ]\to G}로 구성된 위너 공간이다.
- {\displaystyle \mathrm {D} g}는 이 위너 공간 위의 확률 측도이다.
- {\displaystyle \textstyle S[g]={\frac {1}{2}}\int _{0}^{\beta }\langle g^{-1}{\dot {g}},g^{-1}{\dot {g}}\rangle \,\mathrm {d} t}는 고전 모형의 작용이다.
- {\displaystyle \operatorname {tr} _{R}(-)}는 표현 {\displaystyle R}의 지표이다.

특히, {\displaystyle \beta \to 0} 극한에서 이는 디랙 델타가 된다.

## 예

### 원군
{\displaystyle G=\operatorname {U} (1)}인 경우(원군)를 생각하자. 이 경우 고전적으로 모든 상수 속도 곡선이 측지선이다. 양자 모형에서, 힐베르트 공간은
{\displaystyle {\mathcal {H}}=\operatorname {L} ^{2}(\operatorname {U} (1);\mathbb {C} )}
이다. {\displaystyle \operatorname {U} (1)=\mathbb {R} /(2\pi \mathbb {Z} )}로 좌표 {\displaystyle \theta }를 주었을 때, 이는 정규 직교 기저
{\displaystyle |n\rangle =\exp(\mathrm {i} n\theta )\qquad (n\in \mathbb {Z} )}
를 갖는다.
원군의 기약 표현은 (아벨 군이므로) 모두 1차원이며,
{\displaystyle R_{n}\colon \operatorname {U} (1)\to \operatorname {GL} (1;\mathbb {C} )=\mathbb {C} ^{\times }}
{\displaystyle R_{n}\colon \theta \mapsto \exp(\mathrm {i} \theta )}
이다. 즉, 그 기약 표현들의 집합은 정수의 집합과 표준적으로 일대일 대응된다.
{\displaystyle \operatorname {IrRep} (\operatorname {U} (1))\cong \mathbb {Z} }
힐베르트 공간의 분해
{\displaystyle H={\widehat {\bigoplus }}_{n\in \mathbb {Z} }\mathbb {C} \otimes \mathbb {C} =\sum _{n\in \mathbb {Z} }\mathbb {C} |n\rangle }
는 {\displaystyle H}의 정규 직교 기저 {\displaystyle |n\rangle }에 대한 분해이다.
해밀토니언
{\displaystyle H=-{\frac {\mathrm {d} ^{2}}{\mathrm {d} \theta ^{2}}}}
에 대하여, 각 정규 직교 기저의 고윳값은
{\displaystyle H|n\rangle =n^{2}|n\rangle }
이다. 그 위의 열핵은
{\displaystyle K(\theta _{0},\theta _{1};\beta )={\frac {1}{2\pi }}\sum _{n\in \mathbb {Z} }\exp(-\beta n^{2})\exp(\mathrm {i} n(\theta _{1}-\theta _{0}))=\int _{{\scriptstyle \theta \colon [0,\beta ]\to \operatorname {U} (1)} \atop {\scriptstyle \theta (0)=\theta _{0},\;\theta (\beta )=\theta _{1}}}\exp \left(-{\frac {1}{2}}\int _{0}^{\beta }{\dot {g}}^{2}\right)\,\mathrm {D} g}
이며, 사실
{\displaystyle {\frac {1}{2\pi }}\sum _{n\in \mathbb {Z} }\exp(-n^{2}\beta )\exp(\mathrm {i} n\theta )={\frac {1}{\sqrt {4\pi \beta }}}\sum _{n\in \mathbb {Z} }\exp {\frac {(\theta -2n\pi )^{2}}{4\beta }}}
이다.

### 3차원 초구
{\displaystyle G=\operatorname {SU} (2)\cong \mathbb {S} ^{3}}인 경우(3차원 초구)를 생각하자. 이 경우, 측지선은 대원이다. 양자 모형에서, 힐베르트 공간은
{\displaystyle {\mathcal {H}}=\operatorname {L} ^{2}(\operatorname {SU} (2);\mathbb {C} )}
이다. {\displaystyle \operatorname {SU} (2)}의 기약 표현은 스핀 {\displaystyle j\in \{0,1/2,1,3/2,2,,\dotsb \}=\operatorname {IrRep} (\operatorname {SU} (2))}에 의하여 결정된다. 힐베르트 공간의 분해는
{\displaystyle {\mathcal {H}}={\widehat {\bigoplus }}_{j}\mathbb {C} ^{2j+1}\otimes \mathbb {C} ^{2j+1}}
이다. {\displaystyle 2j+1}차원 기약 표현에서, 해밀토니언 연산자의 고윳값은 (적절한 비례 상수에 대하여)
{\displaystyle E_{j}=j(j+1)}
이다.